# Stelle principali della costellazione dell'Aquila
Segue un prospetto delle stelle principali della costellazione dell'Aquila, elencate per magnitudine decrescente.